# Ditlev Sivertsen Brockdorff
 Der er flere personer med dette navn, se Ditlev Brockdorff.
Ditlev Sivertsen Brockdorff (født ca. 1500, død 29. marts 1538 på Sønderborg Slot) var en slesvigsk adelsmand og godsejer.
Han ejede Vindeby i Slesvig, var 1519-23 amtmand på Flensborghus og udmærkede sig her ved sit tapre forsvar mod Frederik I, så at han var en af de sidste adelsmænd, der forlod Christian II's sag. Fra 1526 til sin død var han lensmand på Sønderborg Slot; som sådan modtog han 1532 Christian II som fange efter at have udstedt et revers om også at holde slottet til de 8 dansk-holstenske råders hånd, der skulle have indseende med kongen. Under Grevens Fejde var han en af hovedførerne i slaget ved Øksnebjerg og indtog også en høj stilling i hæren under Københavns belejring. Gift med Margrethe Rantzau, der levede på Vindeby endnu 1548.